# Neophrynichthys
Neophrynichthys är ett släkte av fiskar. Neophrynichthys ingår i familjen paddulkar.
Kladogram enligt Catalogue of Life:
| Neophrynichthys | \| \| Neophrynichthys heterospilos \| \| \| \| \| \| Neophrynichthys latus \| \| \| \| |
|                 | \| \| Neophrynichthys heterospilos \| \| \| \| \| \| Neophrynichthys latus \| \| \| \| |
|                 | Ambophthalmos                                                                          |
|                 |                                                                                        |
|                 | Cottunculus                                                                            |
|                 |                                                                                        |
|                 | Dasycottus                                                                             |
|                 |                                                                                        |
|                 | Ebinania                                                                               |
|                 |                                                                                        |
|                 | Eurymen                                                                                |
|                 |                                                                                        |
|                 | Gilbertidia                                                                            |
|                 |                                                                                        |
|                 | Malacocottus                                                                           |
|                 |                                                                                        |
|                 | Psychrolutes                                                                           |
|                 |                                                                                        |
|                 | Neophrynichthys heterospilos                                                           |
|                 |                                                                                        |
|                 | Neophrynichthys latus                                                                  |
|                 |                                                                                        |

|  | Neophrynichthys heterospilos |
|  |                              |
|  | Neophrynichthys latus        |
|  |                              |